# لوحات تسجيل المركبات في البحرين

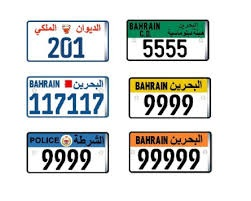
أنواع لوحات السيارات في البحرين.

بدأت لوحات تسجيل السيارات في البحرين في عام 1950 وبدأت النسخة الحالية في عام 2010.

## أنواع السيارات
| النوع                      | الصورة |
| -------------------------- | ------ |
| خاص (حجم الاتحاد الأوروبي) |        |
| خاص (حجم الولايات المتحدة) |        |
| خاص للدراجات النارية       |        |

| النوع    | الصورة |
| -------- | ------ |
| دبلوماسي |        |
| الشرطة   |        |